# Boda glasbruk (företag)

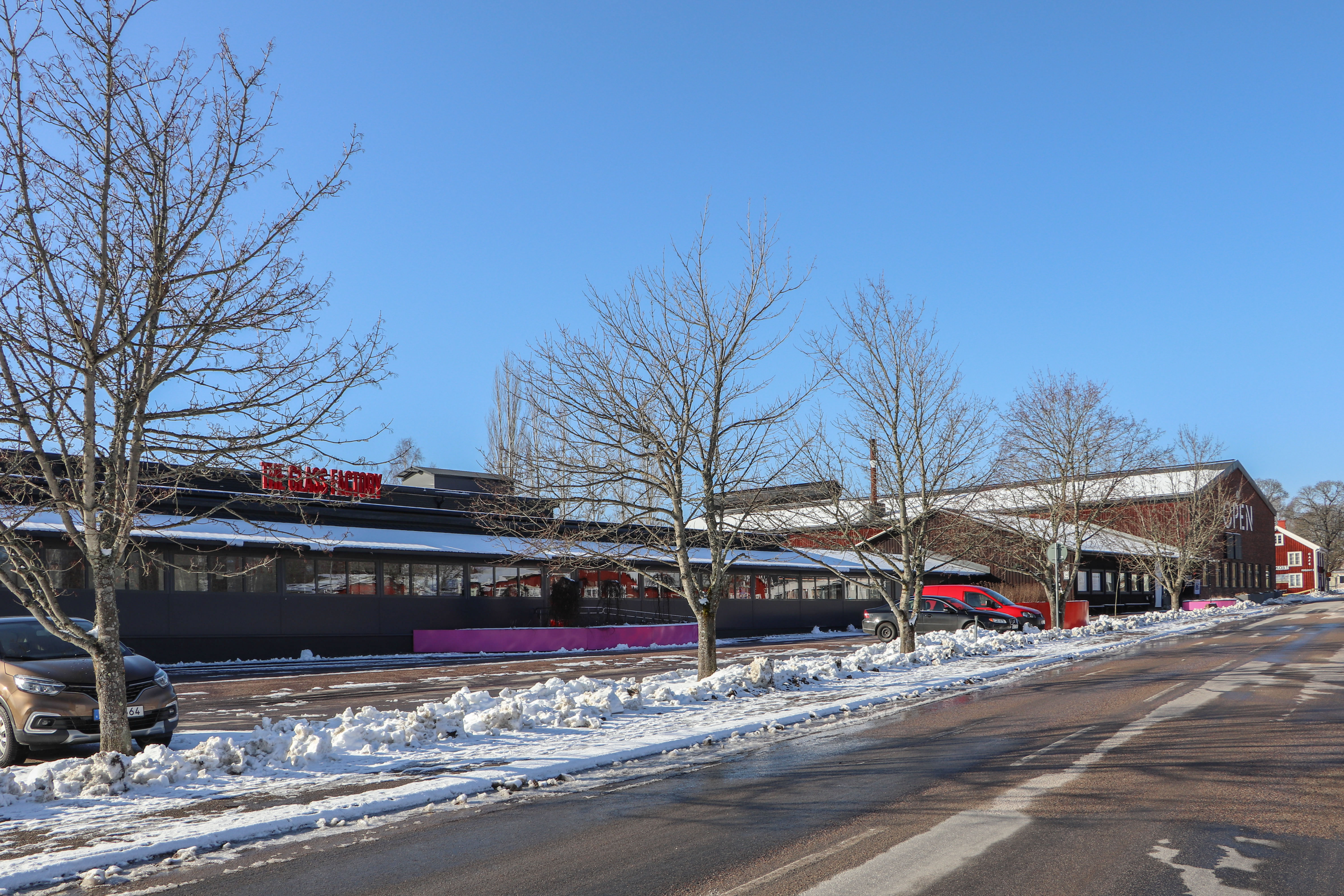
The Glass Factory Boda Glasbruk

Boda glasbruk är ett tidigare glasbruk, som anlades 1864 vid Förlångskvarn på gränsen mellan Madesjö och Algutsboda socknar, på den plats som senare blev orten Boda glasbruk. Det grundades av glasblåsarmästarna Reinhold Viktor Scheutz och E. Vidlund från Kosta.
Den 21-årige konstnären Erik Höglund kom 1953 till Boda efter avslutade studier i teckning och skulptur på Konstfackskolan i Stockholm, vid en tid då Boda fortfarande var ganska avskilt från omvärlden. Höglund hade värvats av platschefen Erik Rosén, som sex år tidigare hade anställts av Bodas ägare Eric Åfors. Under Roséns ledning genomgick Boda en omfattande förändring under 1950- och 60-talen. Kring bruket växte samhället Boda glasbruk upp.
Till en början bestod produktionen främst av hushållsglas, genombrottet som konstglasbruk kom med Erik Höglund. Det fanns upp till 14 verkstäder i hyttan varav de flesta tillverkade Erik Höglunds glas. Några arbetade med Höglunds kristallglasproduktion och några med det färgade glaset. Hyttmästaren Allan Winsth ledde och fördelade arbetet. En mästare som Höglund kom att arbeta mycket med var Erik Eckerström som var verksam i kristallverkstaden. Förutom Höglund  stod Fritz Kallenberg för Bodas produktion. Han hade varit brukets formgivare sedan 1925 och arbetade mycket med det slipade servisglaset. Det stod i stort kontrast till det färgade, hyttarbetade och bubbliga glaset med sina stora sigill som senare skulle känneteckna "höglundstilen". 
Av brukets andra konstnärer märks Signe Persson-Melin (från 1967) och Kjell Engman (från 1978). Bruket hade 1978 omkring 200 anställda.
Förutom konstglas var en viktig produkt inrednings- och belysningsglas i kombination med järnsmide. År 1990 köptes bruket upp av Orrefors Kosta Boda. Det ingick från 1997 i Royal Scandinavia-koncernen. Produktionen lades ned 2003.

## The Glass Factory
År 2011 öppnade designmuseet The Glass Factory, med en studiohytta, i de tidigare fabrikslokalerna.